# Itaquaquecetuba
Itaquaquecetuba és un municipi brasiler de l'estat de São Paulo. El 2022 tenia 369.275 habitants i la seva superfície de 82,62 km², el que dona una densitat demogràfica de 4.469,45 hab/km².
Els seus límits són Arujá al nord, Mogi das Cruzes a l'est, Suzano i Poá al sud-oest i Guarulhos a l'oest.
El municipi compta amb els serveis de la línia 12 de la "Compañia Paulista de Trenes Metropolitanos".
Itaquaquecetuba va ser fundada l'any 1552 pel Padre José de Anchieta. Va aconseguir l'estatus de municipi l'any 1953, quan es va emancipar de Mogi das Cruzes.